# Nikos Pappas

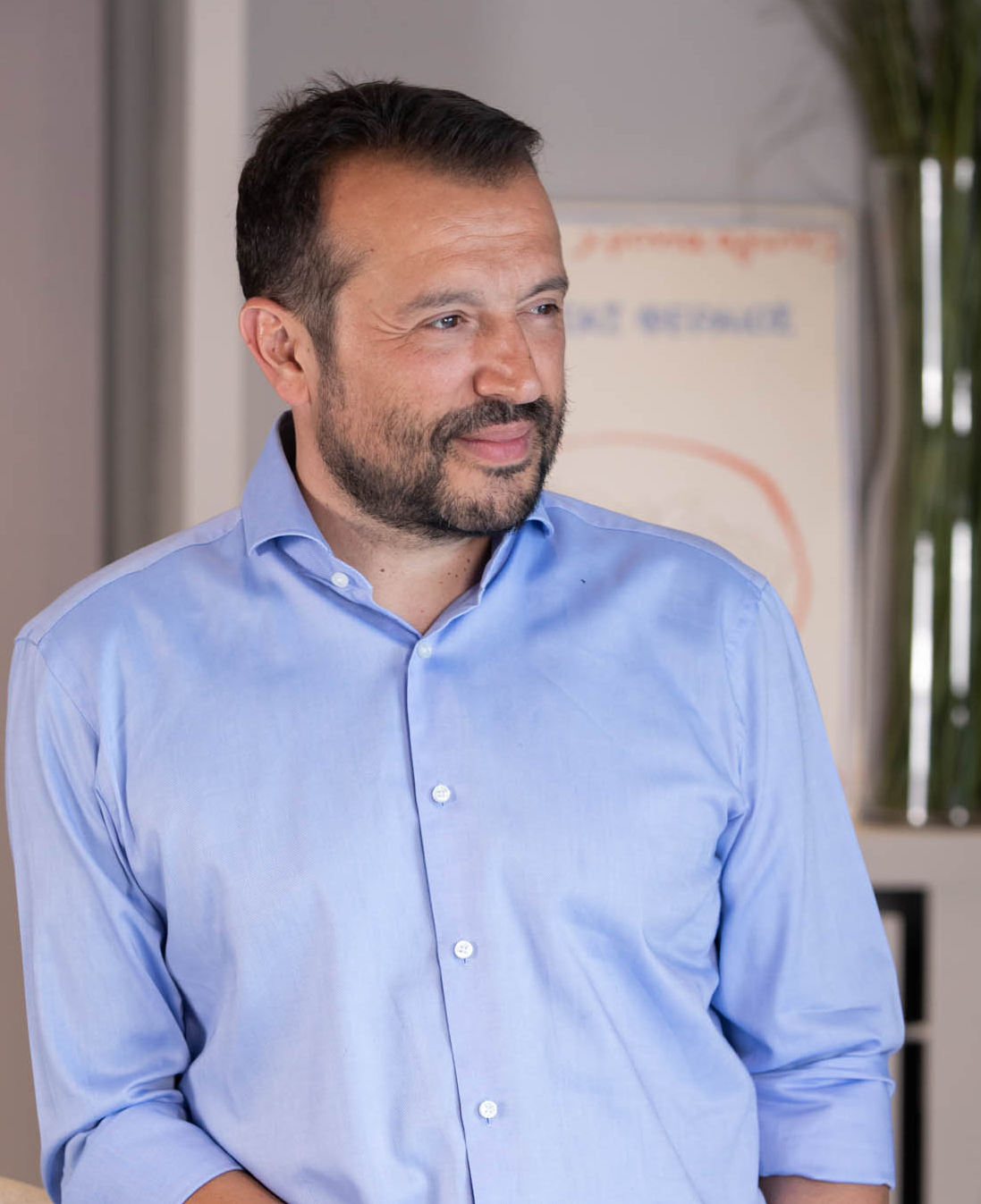
Nikos Pappas

Nikolaos „Nikos“ Pappas (griechisch Νικόλαος «Νίκος» Παππάς, * 16. Juli 1976 in Athen) ist ein griechischer Politiker. Er war im Kabinett Alexis Tsipras seit dem 27. Januar 2015 Staatsminister im Amt des Ministerpräsidenten und war ab November 2016 bis zu der neuen Wahl der Neu Demokratia, Minister für digitale Politik, Telekommunikation und Medien.
Pappas wuchs als Sohn eines Widerstandskämpfers gegen die Militärdiktatur, eines Kaders der eurokommunistischen KKE (Inland), in Kesariani bei Athen auf. Er engagierte sich politisch schon früh in der Jugendorganisation der linken Partei Synaspismos, in der er Alexis Tsipras kennenlernte.
Er studierte Wirtschaftswissenschaften in Edinburgh, Schottland, wo er den Mastergrad erwarb, und arbeitete dann als Wissenschaftler an der University of Strathclyde in Glasgow am Fraser of Allander Institute, bis ihn sein Freund Tsipras, der damals für den Vorsitz des Synaspismos kandidierte, 2008 zurück nach Griechenland rief. Er arbeitete nun als dessen Büroleiter und war bei Synaspismos Mitglied des Zentralkomitees. Im Juni 2012 – kurz vor der Parlamentswahl am 17. Juni 2012 – löste sich Synaspismos auf und ging im Parteienbündnis SYRIZA auf.
Nach der Wahl Tsipras’ zum Ministerpräsidenten berief dieser Pappas als seine rechte Hand in die Regierungszentrale. Bei der Kabinettsumbildung am 5. November 2016 berief er ihn als Minister für digitale Politik, Telekommunikation und Medien. Das erste große Projekt in diesem Amt, die Neuordnung der TV-Lizenzen, misslang jedoch; der Staatsrat erkannte sie als verfassungswidrig.